# استیون هیلنبرگ
استفن هیلنبرگ (به انگلیسی: Stephen Hillenburg) (زاده ۲۱ اوت ۱۹۶۱ – درگذشته ۲۶ نوامبر ۲۰۱۸) زیست‌شناس دریایی، اقیانوس‌نگار، انیماتور، نویسنده، تهیه‌کننده، صداگذار و کارگردان آمریکایی بود. عمدتاً وی را بخاطر خلق انیمیشن باب‌اسفنجی شلوارمکعبی می‌شناسند. وی استودیوی مستقل خود، یونایتد پلنکتون پیکچرز را داشت.

## زندگی
هیلنبرگ دانش‌آموخته دانشگاه ایالتی کالیفرنیا در هامبولت بود. وی مدرک لیسانس خود را در رشته «برنامه‌ریزی منابع طبیعی، با تأکید بر منابع دریایی» در سال ۱۹۸۴ دریافت کرد. در سال ۱۹۹۱ نیز از انستیتوی هنرهای کالیفرنیا موفق به دریافت فوق لیسانس خود در رشته «انیمیشن‌های تجربی» شد.
وی مدرس زیست‌شناسی دریایی در اسنتیتوی اوشن در کالیفرنیا بود. از سال ۱۹۸۴ تا ۱۹۸۷ نیز به عنوان زیست‌شناس دریایی مشغول به کار شد. از سال ۱۹۸۷ بود که هیلنبرگ تصمیم می‌گیرد وارد عرصه انیمیشن، که همیشه به آن علاقه داشته، شود. در ابتدای راه او چندین انیمیشن کوتاه ساخت که دو انیمیشن از بین آن‌ها موفق به کسب جایزه شده و در فستیوال‌های بین‌المللی به نمایش درآمد.
در ادامه و در زمانی که مشغول دریافت فوق لیسانسش بود، در زمینه برنامه‌های کودک مشغول به کار شد و در همین دوره بود که او با تام کنی آشنا شد. تام کنی بعدها صداگذار شخصیت باب‌اسفنجی شد.

### باب‌اسفنجی شلوار مکعبی
مقاله اصلی در: باب‌اسفنجی شلوارمکعبی
در سال ۱۹۸۹ و در زمانی که در مقطع کارشناسی ارشد بود، هیلنبرگ کتاب طنزی به نام «منطقه جزر» را نوشت. این کتاب در مورد موجودات دریایی‌ای بود که در یک صخرهٔ کنار دریا زندگی می‌کردند و نقش اصلی داستان هم یک اسفنج بود. هیلنبرگ در ابتدا اسفنج را شبیه به اسفنج‌های طبیعی کشید. ولی بعد تصمیم گرفت برای خنده‌دار به نظر رسیدن ظاهر، شکلش را به یک مربع تغییر دهد. او این کار هنری خود را به مارتین اولسون که در آن زمان همکارش بود نشان داد و اولسون به هیلنبرگ پیشنهاد داد که همین داستان را به عنوان یک نمایش سریال‌گونه، منتها برای موجودات زیر دریا بنویسد. بعد از اعمال تغییرات و در سال ۱۹۹۶ هیلنبرگ به همراه چندی از همکاران قدیمی‌ اش شروع به طراحی محیط و شخصیت‌های این مجموعه می‌کنند.
بعد از آماده‌سازی اولیه، هیلنبرگ شخصیت‌ها را داخل یک آکواریوم قرار داده و به همراه متن و موسیقی به نیکلودئون (که پخش‌کننده سریال شد)، می‌برد. صداگذار شخصیت اصلی نیز تام کنی بود که پیش‌تر با هیلنبرگ آشنا شده بود.

در ابتدا قرار بود اسم شخصیت اصلی اسپنج‌بوی (پسر اسفنجی) باشد، ولی بعد از صداگذاری، کمیته حقوقی نیکلودئون متوجه شد که این اسم، قبلاً توسط مجموعه‌ای دیگر مورد استفاده قرار گرفته و به همین دلیل هیلنبرگ اسم شخصیت اصلی را به اسپنج‌باب (باب اسفنجی) تغییر داد. تأکید او بر این بود که کلمه اسفنج باید داخل اسم باشد تا بیننده متوجه شود که این شخصیت یک اسفنج است و آن را با پنیر زرد اشتباه نگیرد. نام فامیل هم اسکویرپنتس (شلوار مکعبی) انتخاب شد؛ از آنجا که ظاهری مکعب شکل داشت.
فیلم باب‌اسفنجی در ۱۹ نوامبر ۲۰۰۴ در آمریکا منتشر شد و مورد استقبال بینندگان و منتقدان قرار گرفت. از نظر فروش نیز با فروش بیش از ۱۴۰ میلیون دلاری توانست موفقیت بالایی را کسب کند. البته قرار بود باب‌اسفنجی دیگر ادامه پیدا نکند و هیلنبرگ هم چندی بعد گفت که استعفا داده و مسئولیتش را به پل تیبیت داد. اما در سال ۲۰۰۵ رسماً اعلام شد که باب‌اسفنجی ادامه خواهد یافت. در مورد حضور هیلنبرگ نیز گفته می‌شود که او دیگر در پروژه حضور ندارد، ولی در واقع وی همچنان به عنوان تهیه‌کننده با پروژه همکاری دارد.
در سال ۲۰۱۱، پل تیبیت اعلام کرد که فیلم سینمایی دوم باب اسفنجی ساخته می‌شود.
او همچنین اعلام کرد که استفن هیلنبرگ قصد بازگشت به باب اسفنجی را دارد.
پس از پایان فیلم سینمایی دوم باب اسفنجی، پل تیبیت اعلام کرد که استفن هیلنبرگ رسماً به باب اسفنجی برگشته و کارش را این بار به عنوان رئیس کل و تهیه‌کننده اجرایی ادامه خواهد داد.
در سال ۲۰۱۷ پل تیبیت کارش را به استفن هیلنبرگ سپرد و خودش از پروژهٔ سریال باب اسفنجی رفت، تا فیلم سینمایی سوم باب اسفنجی را بسازد. استفن هلینبرگ تا مرگش کارش را به عهده داشت تا اینکه در تاریخ ۲۶ نوامبر ۲۰۱۸ درگذشت و نیکلودون اعلام کرد که باب اسفنجی ادامه خواهد داشت و وینسنت والر و مارک چکارلی کار استفن هلینبرگ را به عهده گرفتند و در سال ۲۰۲۰ فیلم باب اسفنجی ۳ به کارگردانی و نویسندگی تیم هیل به نمایش گذاشته شد.

## پیوند
استیون هیلنبرگ در بانک اطلاعات اینترنتی فیلم‌ها